# المغرب الذي كان
المغرب الذي كان هو كتاب من تأليف الصحفي الإنجليزي والتر هارس عن المملكة المغربية على أعتاب الخضوع للاستعمار. صدر هذا الكتاب عام 1921، ويقدم فيه هارس والذي عاش في طنجة، روايته للظروف التي سبقت الفترة الاستعمارية في المغرب حسب تجاربه الشخصية في البلاط الملكي في فترة السلطان الحسن.
هناك من اعتبر أن والتر هاريس كان يزاول مهام استخباراتية لصالح القنصلية البريطانية والفرنسية، خلال مقامه الممتد في المغرب ما بين 1887 و1921 بالمغرب. تقرب من مختلف دوائر السلطة، وقد عاصر ثلاث سلاطين وتمكن من نسج علاقات مع مكونات المجتمع المغربي (وزراء وموظفو المخزن الشريف، وشيوخ القبائل والزوايا الدينية بالإضافة إلى اللصوص وقطاع الطرق، وعموم الناس وغيرهم).
ترجم مقاطع من الكتاب الأستاذ هشام بنعمر بالله معتمدًا بالأساس على النسخة الفرنسية، بيد أنه صدرت للأستاذ حسن الزكري مؤخرا ترجمة كاملة للكتاب إلى اللغة العربية، وصدرت عن دار سليكي إخوان بطنجة.